# Peckia intermutans
Peckia intermutans är en tvåvingeart som först beskrevs av Walker 1861.  Peckia intermutans ingår i släktet Peckia och familjen köttflugor. Inga underarter finns listade i Catalogue of Life.